# MNOD
Il Multi-Networks for Object Detection  (o MNOD) è un algoritmo di computer vision per l'identificazione di oggetti di interesse in immagini generiche. 
L'idea di base consiste nell'utilizzare molti modelli neurali addestrati singolarmente ciascuno per risolvere una parte del problema. 
Ogni modello neurale diventa un nodo interno di una struttura ad albero che, partendo dai nodi foglia verso il nodo root, raffina e ottimizza la mappa di segmentazione da associare ad ogni immagine di input.

## Algoritmo
MNOD è costituito da una struttura gerarchica ad albero in cui ogni nodo interno è costituito da un modello discriminativo che riceve in input una serie di feature sotto forma di immagini e in output restituisce la loro aggregazione a sua volta sotto forma di immagine. Il processo di lettura delle immagini di input avviene mediante l'uso di una serie di finestre viaggianti che ad ogni passo trasformano l'informazione letta in un pattern utilizzato nel modello discriminativo sia in fase di training che di predizione. L'output del modello discriminativo viene poi trasformato in un'immagine sempre mediante l'utilizzo di un meccanismo a finestra viaggiante.
I nodi foglia di questa struttura sono costituiti da una serie di filtri che processano l'immagine di input in un'immagine filtrata che viene poi passata ai livelli successivi.
Ogni nodo produce in output una mappa di classificazione soft dove il valore di grigio di ogni pixel rappresenta la probabilità di appartenenza di quel pixel all'oggetto di interesse. 

## Applicazioni
Il sistema MNOD è stato utilizzato in vari contesti applicativi come lo shopping visuale  e la lettura automatica dei contatori di gas e acqua  .